# Spoorlijn Karungi - Övertorneå
De spoorlijn Karungi - Övertorneå is een voormalige Zweedse spoorlijn in het noorden van Zweden. Deze spoorlijn is een zijtak van de Haparandalijn. In 1914 kreeg Övertorneå haar stationsgebouw (dat anno 2008 nog steeds bestaat). De verbinding werd verzorgd door een railbus, een soort metro, met diesel aangedreven. De spoorlijn werd in 1916 geopend en in 1986 gesloten; delen van het traject zijn vanaf 1992 verwijderd. Het 47 kilometer lange traject lag grotendeels langs de rivier Torne. In de begintijd waren er plannen de lijn door te trekken naar Pajala, maar de opkomst van de auto en autobus verhinderde dat uiteindelijk.

## Stationsgebouwen

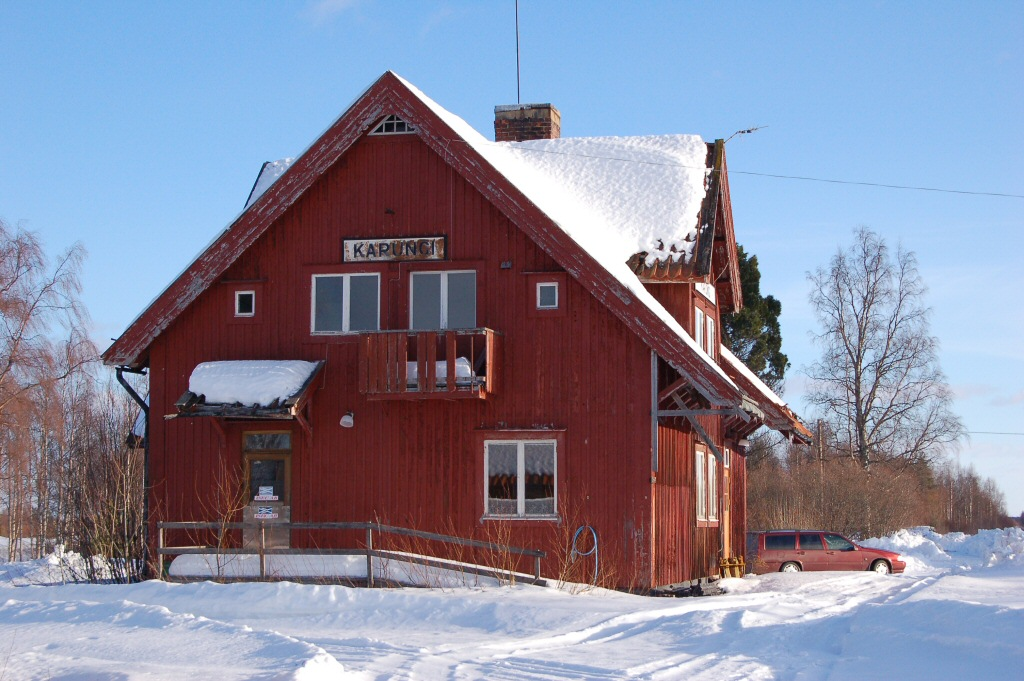
Stationsgebouw Karungi

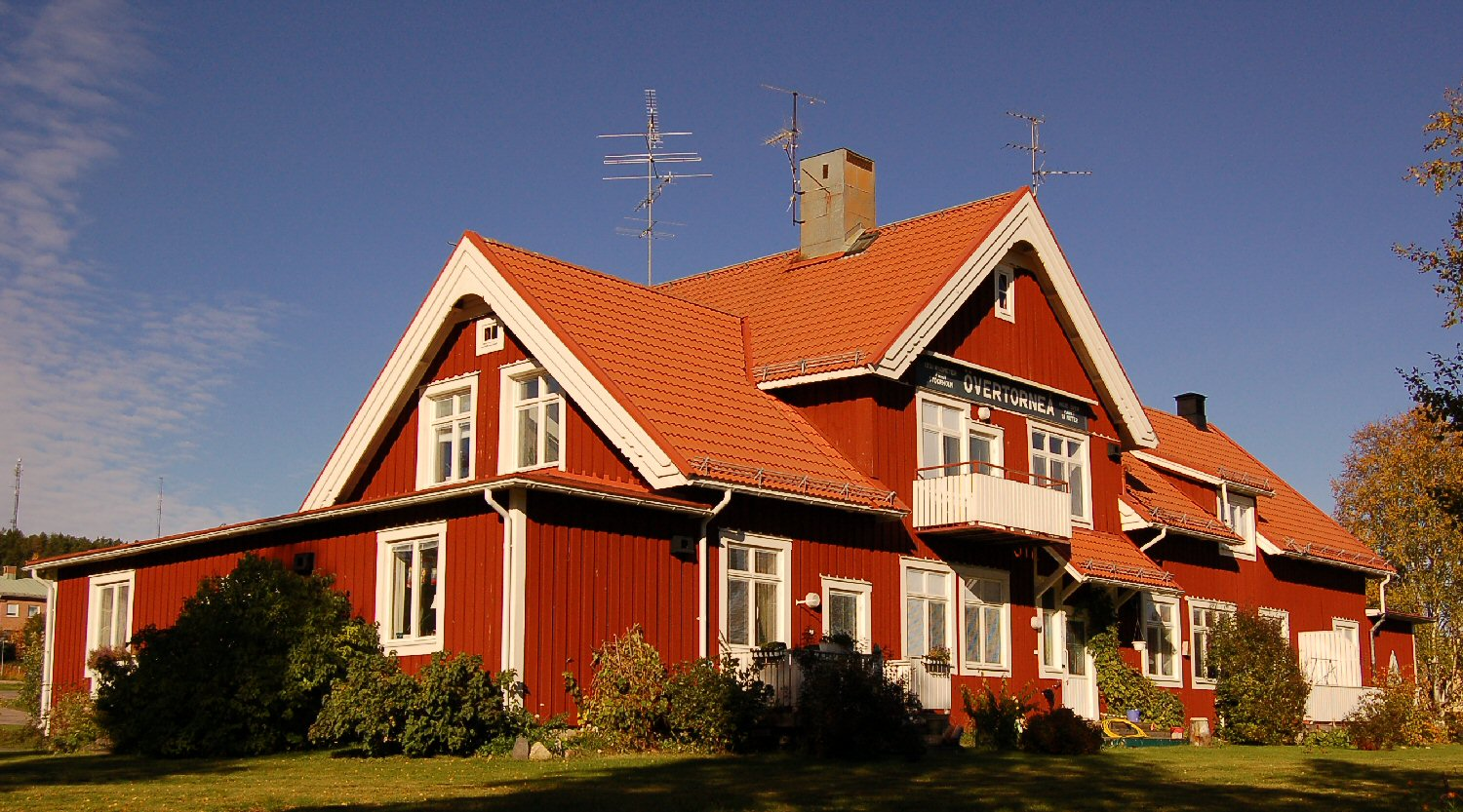
Stationsgebouw Övertorneå uit 1914

## bron en externe link
- Haparandalijn